# Динамо (Дрогобич)
«Динамо» — українська радянська футбольна команда з міста Дрогобич. 

## Історія
Філія товариства «Динамо» в Дрогобичі з’явилася в проміжку між груднем 1939 року і січнем 1940 року. А уже того ж 1940 року футбольний колектив «Динамо» з Дрогобича взяв участь у розіграші першого Кубка Дрогобицької області. Тоді динамівці з Дрогобича дійшли до фіналу, поступившись у ньому бориславському «Нафтовику» з рахунком 5:2.
Після війни команда відновила виступи. Уже в липні 1945 року колектив поїхав на Кубок Всеукраїнського ОСТ «Динамо». Із того турніру відома поки найрозгромніша поразка динамівців із Дрогобича: 0:12 від львівського «Динамо» (30 липня).
Наприкінці 1940-х років команда зробила якісний стрибок. У сезоні 1949 року команда провела змішаний сезон, посівши 8-е місце в Чемпіонаті УРСР серед КФК, але дійшовши до 1/8 фіналу Кубка УРСР. У першому ж кубковому матчі динамівці розгромили «Спартак» із Станіслава з рахунком 5:3.
Результати команди в цей період напряму пов’язують із опікунством начальника Управління НКВС по Дрогобицькій області Олександра Сабурова.

## Досягнення
Першість Дрогобицької області
- Бронзовий призер (1): 1952.

 Кубок Дрогобицької області
- Володар (1): 1949.

- Фіналіст (1): 1940.

## Кубок Всеукраїнського ОСТ «Динамо» 1945 рік
Попередній турнір по західній зоні:
Львів. «Динамо» (Львів) – «Динамо» (Луцьк) – 6:0.
30 липня. Дрогобич. «Динамо» (Дрогобич) – «Динамо» (Львів) – 0:12.
Даних по грі «Динамо» (Дрогобич) – «Динамо» (Луцьк) немає.

## Першість УРСР серед КФК 1949 року
10-а зона.
Статистичні дані турніру відбивають лише загальний результат змагань. Можливі результати ігор за участю дрогобицької команди:
«Нафтовик» (Стрий) – «Динамо» (Дрогобич) – 3:1.
«Нафтовик» (Борислав) – «Динамо» (Дрогобич) – 2:1.
«Динамо» (Дрогобич) – «Спартак» (Станіслав) – 1:2.
«Динамо» (Дрогобич) – «Динамо» (Мукачеве) – 1:2.
«Динамо» (Дрогобич) – «Більшовик» (Берегове) – 2:1.
«Динамо» (Дрогобич) – «Динамо» (Ужгород) – 0:1.
| №  | Команда               | І | В | Н | П | М    | О  |
| 1. | «Спартак» (Станіслав) | 8 | 6 | 1 | 1 | 23:4 | 13 |
| 2. | "Нафтовик" Стрий      | 8 |   |   |   |      | 11 |
| 3. | "Нафтовик" Борислав   | 8 |   |   |   |      | 11 |
| 4. | "Динамо" Мукачево     | 8 |   |   |   |      | 10 |
| 5. | "Більшовик" Берегово  | 8 |   |   |   |      | 9  |
| 6. | "Динамо" Ужгород      | 8 |   |   |   |      | 8  |
| 7. | "Більшовик" Самбір    | 8 |   |   |   |      | 6  |
| 8. | "Динамо" Дрогобич     | 8 |   |   |   |      | 2  |
| 9. | "Локомотив" Чернівці  | 8 |   |   |   |      | 2  |
| -  | "Спартак" Чернівці    | - | - | - | - | -    | -  |

## Кубок УРСР 1949 року
1/16 фіналу. 23 серпня. Дрогобич. «Динамо» (Дрогобич) – «Динамо» (Мукачево) – 3:1.
1/8 фіналу. 30 серпня. Кіровоград. «Трактор» (Кіровоград) – «Динамо» (Дрогобич) – 3:1.

## Відомі гравці
- Мєчислав Ґурскі
- Володимир Ушкалов